# نرمن آبرامسن
نرمن آبرامسن (انگلیسی: Norman Abramson؛ ۱ آوریل ۱۹۳۲ – ۱ دسامبر ۲۰۲۰) یک مهندس و دانشمند رایانه آمریکایی بود که شهرت او به خاطر توسعه سیستم ALOHAnet برای ارتباطات رایانه‌ بی‌سیم بود.
وی همچنین برندهٔ جوایزی همچون عضو پیوسته انجمن مهندسان برق و الکترونیک و مدال الکساندر گراهام بل آی‌تریپل‌ئی شده‌است.

## اوایل زندگی
آبرامسن در ۱ آوریل ۱۹۳۲ در بوستون، ماساچوست، از والدین مهاجران یهودی به دنیا آمد. پدرش در لیتوانی متولد شد و در عکاسی تجاری کار می‌کرد. مادرش در اوکراین به دنیا آمد و خانه‌دار بود.
او در مدارس دولتی بوستون تحصیل کرد و به مدرسه لاتین بوستون و دبیرستان انگلیسی بوستون رفت. او در ریاضیات و علوم استعداد خوبی نشان داد و مدرک کارشناسی در فیزیک را از دانشگاه هاروارد (۱۹۵۳)، کارشناسی ارشد فیزیک را از دانشگاه کالیفرنیا (۱۹۵۵)، و پی‌اچ‌دی در مهندسی برق را از دانشگاه استنفورد (۱۹۵۸) گرفت.

## زندگی شخصی و مرگ
آبرامسن از همسرش، جوآن، دو فرزند داشت: یک پسر به نام مارک و یک دختر به نام کارین. دختر آبرامسن شش سال قبل از او فوت کرده بود.
آبرامسن در اول دسامبر ۲۰۲۰ در خانه‌اش در سانفرانسیسکو به دلیل عوارض ناشی از سرطان پوست که به ریه‌هایش متاستاز داده بود، درگذشت.